# 犹大耳螺
犹大耳螺（学名：Ellobium aurisjudae）是原始有肺目耳螺科耳螺属的一种。主要分布于新加坡、马来西亚、印度尼西亚、中国大陆、台湾，常栖息在红树林泥滩。